# Stephan Lauener
Stephan Lauener, född 1898, död 1988, var en schweizisk vinteridrottare. Han var med i de olympiska vinterspelen 1928 i nordisk kombination där han kom på 13:e plats.